# 긴코악어
긴코악어(Slender-snouted crocodile)는 아프리카에서 멸종 위기에 처한 악어의 종이다. 전통적으로 크로커다일속에 위치했던 DNA와 형태학에 대한 최근의 연구는 그것이 그 자신의 게놈 긴코악어속에 속하며, 두 개의 종으로 나뉘어야 한다는 것을 보여주었다.